# El Gato con Botas (Montsalvatge)
El Gato con Botas es una ópera en un acto y cinco escenas, con música de Xavier Montsalvatge y libreto de Néstor Luján, sobre cuento homónimo de Charles Perrault. Compuesta en el verano de 1947, se estrenó en el Gran Teatro del Liceo de Barcelona el 10 de enero de 1948, con dirección de Carlos Suriñach. 
Como el propio Montsalvatge explica, la partitura 

“debía parafrasear el estilo operístico propio del siglo XVIII con sus recitativos funcionales, sus arias más abstractamente líricas que de intención descriptiva o dramática y sus episodios coreográficos, con un final feliz y el obligado desfile frente a las candilejas de todos los personajes del cuento: el gato, el molinero, la princesa, el ogro y el rey, además de los bailarines simbolizando el león, el pájaro, los ratones y los conejos”.

De las tres óperas de Montsalvatge –las otras dos son Una voce en off (en italiano, 1962) y Babel 46 (1968, estrenada en 2002), esta ópera de juventud es la que aún se representa ocasionalmente, especialmente para niños ya que la historia es un cuento de hadas clásico.
Esta ópera no se grabó hasta los años 2000, por el sello “Columna Música” con la Orquesta sinfónica del Liceo, dirigida por Antoni Ros Marbà. Fue nominada para un Premio Grammy en 2004 para la mejor grabación de ópera. 
Según las estadísticas de Operabase, "El Gato con Botas" ha sido la ópera española (zarzuelas incluidas) más representada en España en las temporadas 2012/2013 y 2014/2015.  

## Instrumentación
Esta ópera exige 3 flautas, 2 oboes, 2 clarinetes, 2 fagotes,
2 trompetas, 4 trompas, 2 trombones, tuba, arpa, piano o celesta, percusión y cuerdas. 